# Mionica
Mionica (in serbo Мионица?) è una città e una municipalità del distretto di Kolubara nel nord-ovest della Serbia centrale.
Al censimento del 2011, la città contava 1 571 abitanti e la municipalità di cui è il centro 14 263.

## Geografia
Mionica è situata nell'ovest della Serbia, sulle rive del fiume Ribnica, un affluente della Kolubara.

## Storia
Mionica è stata fondata nel XIX secolo, il più antico edificio della città la chiesa dell'Ascensione di Nostro Signore, costruita nel 1854. 

## Località della municipalità di Mionica
La municipalità di Mionica conta 36 località:
| - Berkovac - Brežđe - Bukovac - Velika Marišta - Virovac - Vrtiglav - Golubac - Gornji Lajkovac - Gornji Mušić - Gunjica - Donji Mušić - Dučić | - Đurđevac - Klašnić - Ključ - Komanice - Krčmar - Maljević - Mionica - Mionica (selo) - Mratišić - Nanomir - Osečenica - Paštrić | - Planinica - Popadić - Radobić - Rajković - Rakari - Robaje - Sanković - Struganik - Tabanović - Todorin Do - Tolić - Šušeoka |